# Aplopsis setosa
Aplopsis setosa är en skalbaggsart som beskrevs av Britton 1957. Aplopsis setosa ingår i släktet Aplopsis och familjen Melolonthidae. Inga underarter finns listade i Catalogue of Life.